# ザ・カハラ・ホテル&リゾート 横浜
ザ・カハラ・ホテル&リゾート 横浜（ザ・カハラ・ホテル&リゾート よこはま）は、神奈川県横浜市西区みなとみらいに所在するホテル。本項では併設の横浜ベイコート倶楽部 ホテル&スパリゾート（よこはまベイコートくらぶ ホテル&スパリゾート）についても記載する。

## 概要
リゾートトラストは、2014年10月、ハワイ・オアフ島のラクジュアリーホテル「ザ・カハラ・ホテル&リゾート」を取得したが、今回、ザ・カハラ・ホテル&リゾートを冠したグローバル展開の第一弾として、横浜市のみなとみらい地区に進出し、完全会員制のベイコート倶楽部としては4施設目となる「横浜ベイコート倶楽部 ホテル&スパリゾート」も併設して2020年9月23日に開業した。
ホテルタワーのコンセプトは「汀」。これまで臨港パークに面する一連の建物は海を連想させる帆や船をイメージソースとしてきたが、今回は海そのものを表現し、外観の波形状は、横浜におけるインバウンド対応ホテルであることを考慮し、国際的に著名な葛飾北斎作の浮世絵「富嶽三十六景神奈川沖浪裏」の構図に見立てた。第10回「横浜・人・まち・デザイン賞」を受賞している。
南側の海との連続性を意識してつくられた広大な水盤は、ホテル客にや安らぎを与えるとともにプライバシーを確保し、周辺地域に対しても安らぎを与え、都会の喧騒を忘れさせる居心地に良い親水空間をつくり出している。水盤には高層部カーテンウォールが映り込み「波」の造形の魅力を高めている。
両ホテルとも1階にエントランス、眺望の良い14階にスカイロビーを配置している。一般ラクジュアリーホテルは大通り交差点から目立つ場所に象徴的な大庇を設け、その下をエントランスとしている一方、完全会員制ホテルの大きな光天井が特徴的な車寄せは室内化され、敷地外から見えるアプローチは瀟洒なものとして、完全会員制ホテルとしてふさわしい設えとした。客室は4〜13階に設け、東側に完全会員制ホテル、西側に一般ラクジュアリーホテルを配置し、海への眺望を活かすべく、高層階海側ほど大きな部屋を設けている。

## ザ・カハラ・ホテル&リゾート 横浜
客室数は全146室。7種類の客室タイプの全室が47㎡以上とみなといらい地区では最大級の広さを誇る。レストランは14階のイタリア料理、3階の日本料理と鉄板焼の3タイプを用意した。付帯施設は、3階にスパ&フィットネス「ザ・スパ」として、トレーニングジム、インドアプール、バイブラバス、インドアスパ、サウナ、トリートメントサロンを設置した。
ブランドコンセプトは「Timeless Luxury」。単なる宿泊を超える、最高の時間を届けたい、との思いから、横浜でも新たな挑戦として、書道アートや地元の磁器ブランドでの体験ツアーといった宿泊者ためだけのオリジナルアクティビティプログラムを用意した。

## 横浜ベイコート倶楽部 ホテル&スパリゾート
完全会員制として、エントランスから別動線で高いプライベート性を確保する。コンセプトは「Nou Deco（ヌゥー・デコ）。14階のスカイラウンジをはじめ、全138室の客室や会員専用のバーラウンジと中国料理レストランは、黒と金色を基調にコーディネートされている。
会員はザ・カハラ・ホテル&リゾート 横浜との共用施設も、利用することができ、その際はザ・カハラ・ホテル&リゾートの宿泊客とは別動線で客室から訪れることができるようになっている。

## ホテルの立地
両ホテルの建物はみなとみらい地区の20街区に位置しており、同街区内のキング軸を挟んで南側隣接地では横浜みなとみらい国際コンベンションセンター（パシフィコ横浜ノース）も同時期に着工したが、こちらは先行して2020年4月に開業している。
また、臨港パークとは歩行者デッキで接続されており、国際大通りを挟んで集合住宅が並び立つ50街区（新高島駅方面）とは「キングモール橋 (きょう)」で接続されている。